# Geomungo
El geomungo (también escrito komungo o kŏmun'go) o hyeongeum (literalmente «cítara negra», también escrito hyongum o hyŏn'gŭm) es un instrumento musical de cuerdas coreano de la familia de las cítaras. Estudiosos creen que el nombre se refiere al reino de Goguryeo y se traduce como «cítara Goguryeo» o se refiere a su color y se traduce como «Cítara grulla negra».

## Historia

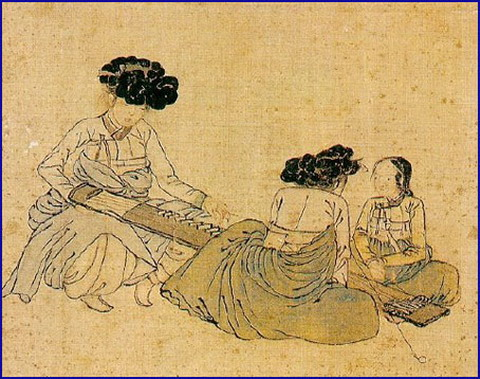
Ilustración coreana donde se aprecia el instrumento.

El origen del instrumento se remonta a los siglos IV y VII en el reino de Goguryeo, el pueblo más al norte de los Tres Reinos de Corea.
De acuerdo al Samguk Sagi (Crónicas de los tres reinos), escrito en el año 1145, el geomungo fue inventado por el primer ministro Wang San-ak a partir del guqin un instrumento antiguo chino  (también llamado chilhyeongeum, literalmente «cítara siete-cuerdas»). Después de su muerte, el instrumento fue pasado a Ok Bogo, Son Myeong-deuk, Gwi Geum, An Jang, Cheong Jang, y Geuk Jong, mientras se esparcía ampliamente por todo el reino.
Un arquetipo del instrumento está pintando en las tumbas de Goguryeo. Se lo puede observar en las tumbas de Muyongchong y Anak No.3.

## Descripción
El geomungo mide aproximadamente 162 cm de largo y 23 cm de ancho, tiene puentes desplazables llamados Anjok y 16 trastes convexos. Tiene un cuerpo hueco en donde la placa frontal del instrumento está construida con madera de paulownia y la placa trasera es de madera dura de castaño. Generalmente tiene seis cuerdas, las cuales están fabricadas con seda trenzada que pasan a través de su placa posterior. El pico está construido con varas de madera del tamaño de una lápiz regular.

## Interpretación
El geomungo es generalmente interpretado estando sentado en el piso. Las cuerdas son pulsadas con una vara corta de bambú llamada suldae, la cual se sujeta entre en dedo índice y el medio de la mano derecha, mientras la mano izquierda presiona sobre las cuerdas para producir tonos diferentes. Las tonalidades típicas de las cuerdas abiertas para la música coreana son D#/Eb, G#/Ab, C, A#/Bb, A#/Bb, y A#/Bb una octava por debajo del tono central. El instrumento es interpretado en la música cortesana tradicional coreana y estilos folclóricos del sanjo y sinawi.
Debido a las características percusivas del sonido y su técnica de interpretación vigorosa se considera un instrumento más «masculino» que el gayageum de doce cuerdas (otra cítara coreana); ambos instrumentos, sin embargo, son tocados por intérpretes de ambos sexos.
El nativo de Corea, residido en los Estados Unidos y compositor Jin Hi Kim interpreta un geomungo personalizado además del instrumento regular.
Véase también
Música folk
Música instrumental